# Dichromodes personalis
Dichromodes personalis är en fjärilsart som beskrevs av Felder 1875. Dichromodes personalis ingår i släktet Dichromodes och familjen mätare. Inga underarter finns listade i Catalogue of Life.